# Carl Wilhelm Overbeck
Carl Wilhelm Overbeck (* 27. August 1820 in Halle, Westfalen; † 6. Juni 1860 in Dresden) war ein deutscher Kupferstecher der Düsseldorfer Schule.

## Leben
Overbeck studierte von 1844 bis 1848 an der Kunstakademie Düsseldorf. Dort ließ er sich von Joseph von Keller in der Kunst des Kupferstichs ausbilden. Overbeck war als Reproduktionsstecher tätig. Für den Verein zur Verbreitung religiöser Bilder in Düsseldorf schuf er Andachtsbilder. Zuletzt lebte er in Dresden.